# تاتیانا آفاناسیوا

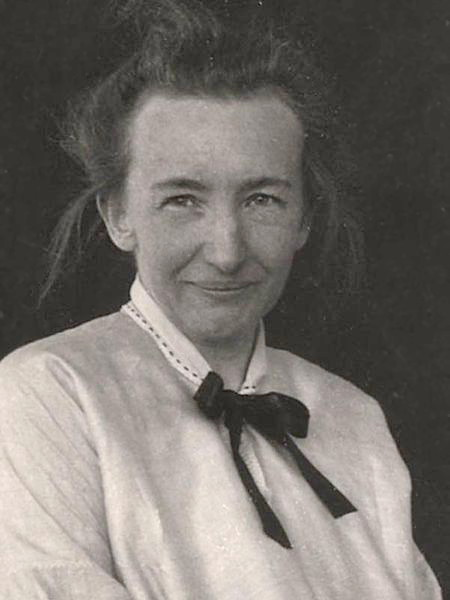
تاتیانا آفاناسیوا، ۱۹۱۰

تاتیانا آلکسیِونا آفاناسیوا (به روسی: Татья́на Алексе́евна Афана́сьева) (زادهٔ ۱۹ نوامبر ۱۸۷۶ در کی‌یف – درگذشتهٔ ۱۴ آوریل ۱۹۶۴ در لیدن) که با نام تاتیانا اِرِنفست-آفاناسیوا نیز شناخته می‌شود، ریاضی‌دان و فیزیک‌دان روسی-هلندی بود که به حوزه‌های مکانیک آماری و ترمودینامیک آماری کمک‌های مهمی کرد. او در ۲۱ دسامبر ۱۹۰۴ با فیزیک‌دان اتریشی، پاول اِرِنفست (۱۸۸۰–۱۹۳۳)، ازدواج کرد. آن‌ها صاحب دو دختر و دو پسر شدند؛ یکی از دخترانشان، تاتیانا ارنفست، نیز ریاضی‌دان شد.

## ابتدای زندگی
آفاناسیوا در کی‌یف اوکراین، که آن زمان بخشی از امپراتوری روسیه بود، به دنیا آمد. پدرش، الکساندر آفاناسیِف، مهندس ارشد راه‌آهن سلطنتی بود که اغلب تاتیانا را در سفرهایش در سراسر امپراتوری روسیه همراه خود می‌بُرد. پدرش هنگامی که او هنوز جوان بود درگذشت؛ به همین دلیل تاتیانا به سن پترزبورگ نقل مکان کرد تا با عمه‌اش، سونیا، و عمویش پیتر آفاناسیِف—استاد مؤسسه پلی‌تکنیک سن پترزبورگ—زندگی کند.
تاتیانا در مدرسه‌ای عادی در سن پترزبورگ تحصیل کرد و در ریاضیات و علوم تجربی تخصص یافت. در آن زمان زنان اجازه نداشتند در دانشگاه‌های قلمرو روسیه تحصیل کنند، بنابراین او پس از پایان تحصیلاتش در مدرسهٔ عادی، تحصیل در ریاضیات و فیزیک را در دانشگاه زنان سن پترزبورگ زیر نظر اورست خُوُلسون آغاز کرد. در سال ۱۹۰۲، تاتیانا برای ادامهٔ تحصیل نزد فلیکس کلاین و داوید هیلبرت به دانشگاه گوتینگن در آلمان رفت.
در دانشگاه گوتینگن، تاتیانا با پاول ارنفست آشنا شد. هنگامی که ارنفست متوجه شد تاتیانا به دلیل زن بودن اجازهٔ شرکت در جلسهٔ باشگاه ریاضیات را ندارد، با دانشگاه به بحث پرداخت و آن‌ها را قانع کرد این قانون را تغییر دهند. این رویداد باعث دوستی آن‌ها شد و در سال ۱۹۰۴ ازدواج کردند و در سال ۱۹۰۷ به سن پترزبورگ بازگشتند. طبق قوانین روسیه، ازدواج دو نفر از دو دین متفاوت مجاز نبود؛ از آن‌جا که تاتیانا مسیحی ارتدوکس و ارنفست یهودی بود، هر دو تصمیم گرفتند رسماً دین خود را ترک کنند تا بتوانند ازدواجشان را حفظ کنند.[
آن‌ها در سال ۱۹۱۲ به لیدن در هلند نقل مکان کردند، جایی که پاول ارنفست به جانشینی هندریک لورنتس به‌عنوان استاد دانشگاه لیدن منصوب شده بود. این زوج بقیهٔ دوران حرفه‌ای خود را در لیدن سپری کردند.

## فعالیت‌ها در حوزه‌های ریاضی و فیزیک
تاتیانا در ابتدا همکاری نزدیکی با همسرش داشت که مشهورترین نتیجهٔ آن، مقالهٔ کلاسیک آن‌ها در سال ۱۹۱۱ دربارهٔ مکانیک آماری بولتسمان بود. این اثر، با عنوان «مبانی مفهومی رویکرد آماری در مکانیک»، ابتدا در سال ۱۹۱۱ به‌صورت مقاله‌ای برای دانشنامهٔ آلمانی علوم ریاضی (Encyklopädie der mathematischen Wissenschaften) منتشر شد و پس از آن نیز بارها ترجمه و بازنشر شده است.
او مقالات متعددی در موضوعات گوناگون از جمله اعداد تصادفی، آنتروپی و نیز آموزش هندسه به کودکان منتشر کرد.

### ارتباط با اینشتین
آلبرت اینشتین در دههٔ ۱۹۲۰ بارها به منزل تاتیانا در لیدن رفت‌وآمد داشت که امضای فراوان او روی دیوار خانه این مسئله را تأیید می‌کند. بعدها وقتی اینشتین به دانشگاه پرینستون رفت، آفاناسیوا با او به نامه‌نگاری پرداخت. در آرشیو موزهٔ بورهفه در لیدن، سه نامه از اینشتین خطاب به او موجود است.

آفاناسیوا برای مشورت دربارهٔ دست‌نوشتهٔ خود در زمینهٔ ترمودینامیک و یافتن مترجم، با اینشتین تماس گرفت. او قصد داشت پایهٔ ریاضی محکمی برای ترمودینامیک که آن زمان موجود نبود فراهم کند و فشار، دما و آنتروپی را در سیستم‌های در حال تغییر به‌طور دقیق توصیف کند. اینشتین در ۱۲ اوت ۱۹۴۷ به او پاسخ داد و ضمن استقبال از رویکرد او، انتقادی نیز مطرح کرد:
«Ich habe den Eindruck gewonnen, dass Sie ein bisschen von logischen Putzteufel besessen sind, und dass daran die Übersichtlichkeit des Buches leide.»

 (ترجمه: «من این برداشت را پیدا کرده‌ام که شما تا حدی اسیر وسواسِ منطق‌پردازیِ بی‌نقص شده‌اید، و این موضوع وضوح و شفافیت کتاب را تحت تأثیر قرار می‌دهد.»)
اینشتین مترجمی پیشنهاد نکرد و دست‌نوشته را به آفاناسیوا بازگرداند. آفاناسیوا نیز سرانجام شخصاً هزینهٔ انتشار آن را تأمین کرد و این اثر در سال ۱۹۵۶ با عنوان «مبانی ترمودینامیک» (Die Grundlagen der Thermodynamik) توسط انتشارات بریل در لیدن منتشر شد. آفاناسیوا برخی اصلاحات پیشنهادی اینشتین را پذیرفت، ولی نه همهٔ آن‌ها را.